# Clinical Infectious Diseases
Clinical Infectious Diseases, abgekürzt Clin. Infect. Dis., ist eine wissenschaftliche Fachzeitschrift, die vom Oxford-University-Verlag im Auftrag der Infectious Diseases Society of America veröffentlicht wird. Die erste Ausgabe erschien 1979. Derzeit erscheint die Zeitschrift alle zwei Wochen. Es werden Original- und Übersichtsarbeiten aus allen Bereichen der klinischen Infektiologie veröffentlicht.
Der Impact Factor lag im Jahr 2014 bei 8,886. Nach der Statistik des ISI Web of Knowledge wird das Journal mit diesem Impact Factor in der Kategorie Immunologie an neunter Stelle von 148 Zeitschriften, in der Kategorie Infektionskrankheiten an zweiter Stelle von 78 Zeitschriften und in der Kategorie Mikrobiologie an neunter Stelle von 119 Zeitschriften geführt.
Chefherausgeber ist Sherwood L. Gorbach (Tufts Medical Center, Boston, Vereinigte Staaten).